# Stazione di Misato-chūō
La stazione di Misato-chūō (三郷中央駅?, Misato-chūō-eki) è una stazione ferroviaria situata nella città di Misato della prefettura di Saitama, in Giappone ed è servita dalla linea Tsukuba Express.

## Linee
MIRC
● Tsukuba Express

## Struttura
La stazione, inaugurata nel 2005 è costituita da due binari su viadotto serviti da due marciapiedi laterali con porte di banchina installate a protezione. La velocità massima per i treni in transito è di 105 km/h a causa della curva presente lungo il tracciato prossimo alla stazione. All'interno della stazione si trovano, oltre alla biglietteria e ai servizi, alcuni ristoranti e caffè.
| 1-2 | ● Tsukuba Express | per Nagareyama-Ōtakanomori, Moriya e Tsukuba |
| 3-4 | ● Tsukuba Express | per Kita-Senju e Akihabara                   |

## Stazioni adiacenti
| «                                       | Servizio                | »                 |
| Tsukuba Express                         | Tsukuba Express         | Tsukuba Express   |
| --------------------------------------- | ----------------------- | ----------------- |
| Yashio                                  | Locale Rapido sezionale | Minami-Nagareyama |
| Il R. pendolari e il Rapido non fermano |                         |                   |